# Andrija Fuderer
Andrija Fuderer (Subotica, 13 maggio 1931 – Palamós, 2 ottobre 2011) è stato uno scacchista jugoslavo naturalizzato belga.

## Biografia
Ottenne il titolo di Maestro internazionale nel 1953 e di Grande maestro "Honoris causa" nel 1990.
Vinse il campionato jugoslavo juniores nel 1947 e il Campionato della Croazia nel 1951.
Partecipò a diversi campionati jugoslavi, classificandosi secondo nel 1951 (dietro a Braslav Rabar) e nel 1952 (dietro a Petar Trifunović). Nel 1953 fu pari primo con Vasja Pirc, ma Pirc si aggiudicò il titolo per lo spareggio Bucholz.
Nel 1953 vinse il torneo di Saarbrücken e fu secondo dietro ad Aleksandar Matanović nel torneo di Abbazia. Nel Torneo di Hastings 1954/55 si classificò terzo dietro ai vincitori Keres e Smyslov. Nel 1959 partecipò al match URSS-Jugoslavia di Kiev, vincendo 3-1 il match contro David Bronštejn.
Partecipò con la nazionale jugoslava a tre Olimpiadi degli scacchi:
- Helsinki 1952: medaglia di bronzo di squadra;
- Amsterdam 1954: bronzo di squadra e argento individuale;
- Monaco di Baviera 1958: argento di squadra e bronzo individuale.[2]

Partecipò anche al primo Campionato europeo a squadre di Vienna del 1957, vincendo la medaglia d'argento di squadra.
Laureato all'Università di Zagabria, fu per molti anni docente di chimica in tale università.
Negli anni Ottanta si trasferì con la famiglia in Belgio, stabilendosi ad Anversa. Negli ultimi anni della sua vita visse in Spagna.

## Partite notevoli
- Fuderer - Tartakover, Bled 1950  – Spagnola var. Alapin
- Fuderer - Donner, Beverwijk 1952  – Difesa Caro-Kann
- Fuderer - Heller, Amsterdam 1954  – Difesa Ovest Indiana
- Keres - Fuderer, Hastings 1954/55  – Est Indiana quattro pedoni
- Fuderer - Najdorf, Gothenburg Izt 1955  – Difesa Benoni
- Bisguier - Fuderer, Gothenburg Izt 1955  – Difesa Siciliana
- Bronštejn - Fuderer, match URSS-Jugoslavia, 1959  – Gambetto Goering